# Dorcadion wolfi
Dorcadion wolfi là một loài bọ cánh cứng trong họ Cerambycidae.